# Kim (élelmiszer)

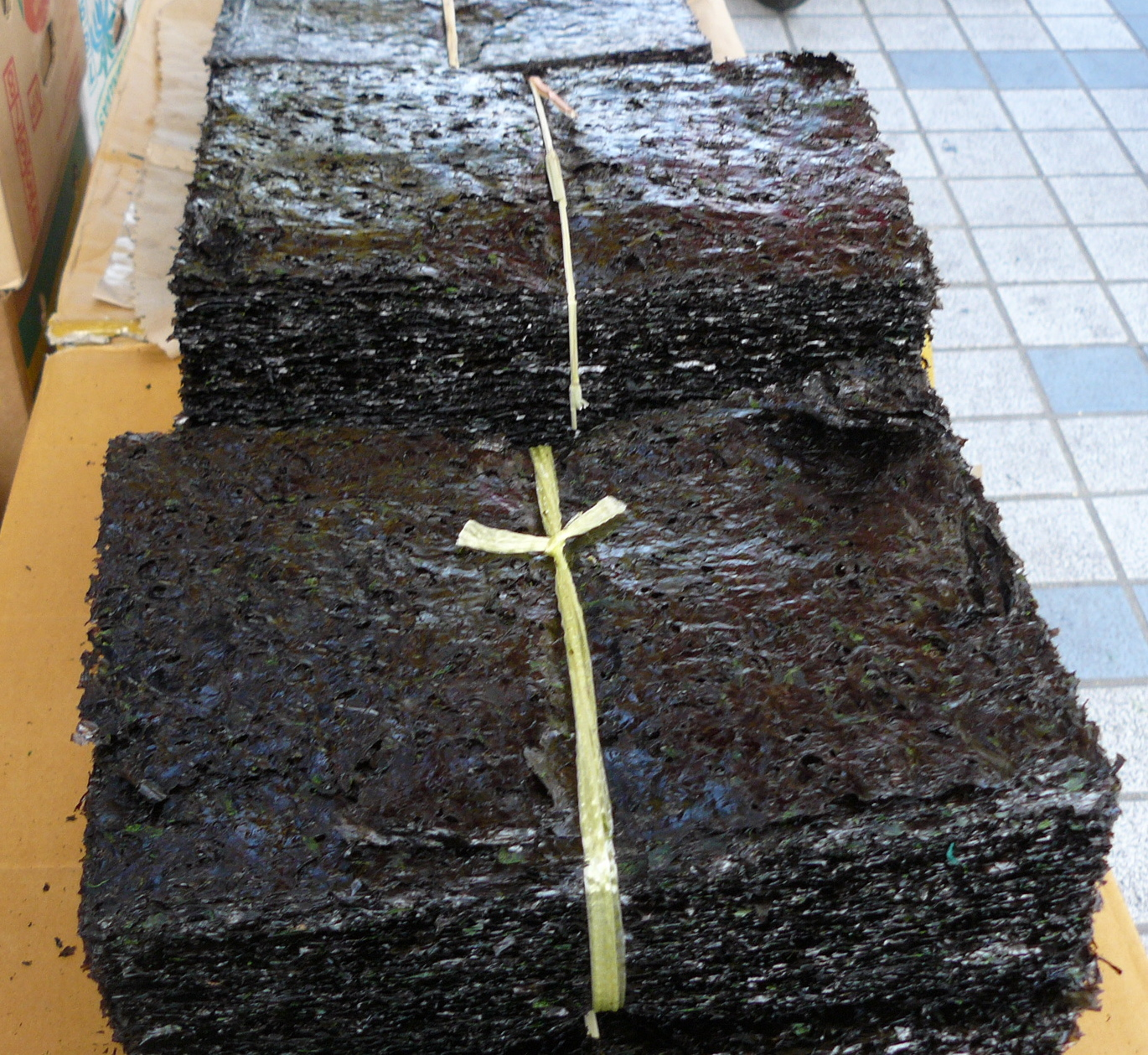
sült kimlapok

A kim (hangul: 김) a Porphyra nemzetséghez tartozó ehető tengeri hínárfajták koreai megnevezése. Japánul norinak, kínaiul hajtaj (haitai-)nak (海苔) hívják. A kimet papírvékony, szárított lapokban tárolják és különféle ételekhez használják fel. Felhasználják például kimbap készítéséhez, de lehet sütni is, fűszerezve, szezámolajjal megkenve vagy natúran.

## Története
A kim első használatát a Csoszon-dinasztia idejében íródott Szamgukjusza (hangul: 삼국유사, handzsa: 三國遺事) című dokumentumban jegyezték le, melyben a Koreai három királyság korszakának történetével foglalkoztak. A feljegyzések szerint a kim a Silla királyi család tagjainak hozományához tartozott. Akkoriban még valószínűleg nem termesztették, hanem csupán begyűjtötték a tengeri hínárt.
A 15. századtól kezdve több dokumentumban is találhatóak feljegyzések a használatáról, helyi különlegességként utalnak rá.

## Termesztése
A 17. századtól kezdve a begyűjtés már nem volt elég a kereslet fedezésére, így különféle termesztési technikák születtek. Hagyományosan bambuszból készült fonott kereteken termesztik, de ma már szintetikus fonalból szőtt hálókat is alkalmaznak. A kim számára a legideálisabb az 5 °C és 8 °C közötti vízhőmérséklet, így december és január hónapokban termesztik, leginkább Dél-Csolla és Dél-Kjongszang tartományokban. A leghíresebb kim Vando megyéből származik.

## Tápértéke
A kim egészséges élelmiszernek számít, gazdag A, B1, B2, B6 és B12 vitaminokban, vasban,  jódban és aminosavakban.

## Fordítás
Ez a szócikk részben vagy egészben  a   Gim (food) című angol Wikipédia-szócikk ezen változatának fordításán alapul.  Az eredeti cikk szerkesztőit annak laptörténete sorolja fel. Ez a jelzés csupán a megfogalmazás eredetét és a szerzői jogokat jelzi, nem szolgál a cikkben szereplő információk forrásmegjelöléseként.